# Kleine Kappl
Koordinaten: 49° 58′ 11,7″ N, 12° 25′ 36,6″ O

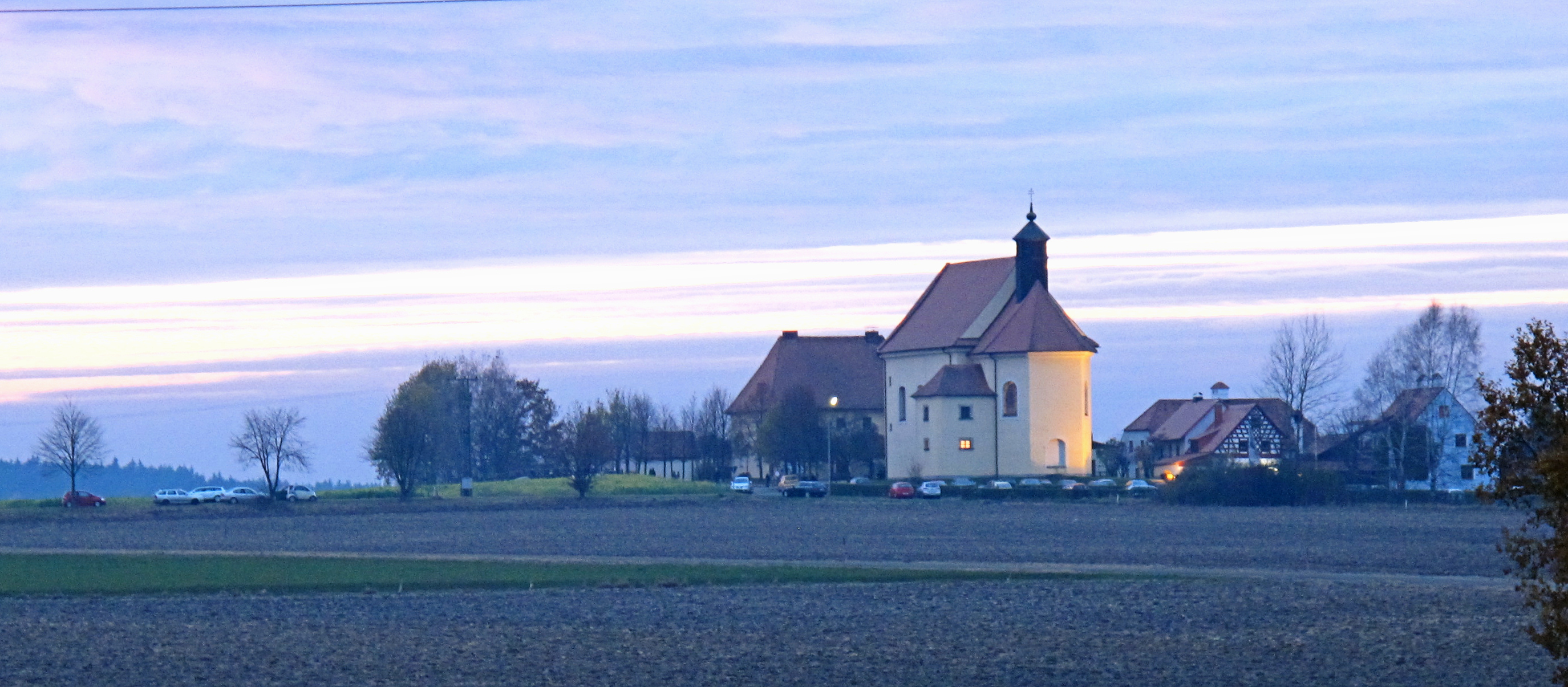
Wallfahrtskirche Sankt Sebastian (Kleine Kappl)

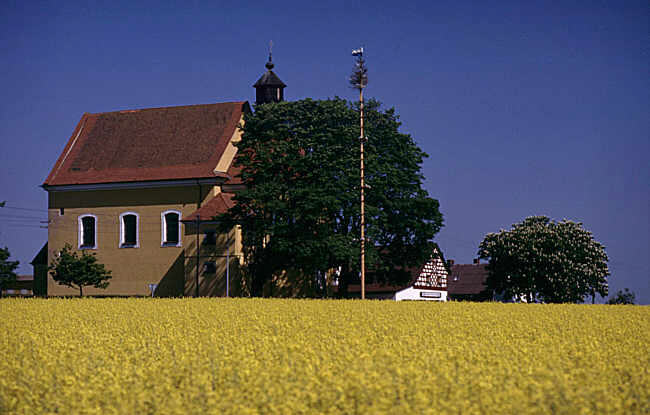
Kleine Kappl bei Ottengrün

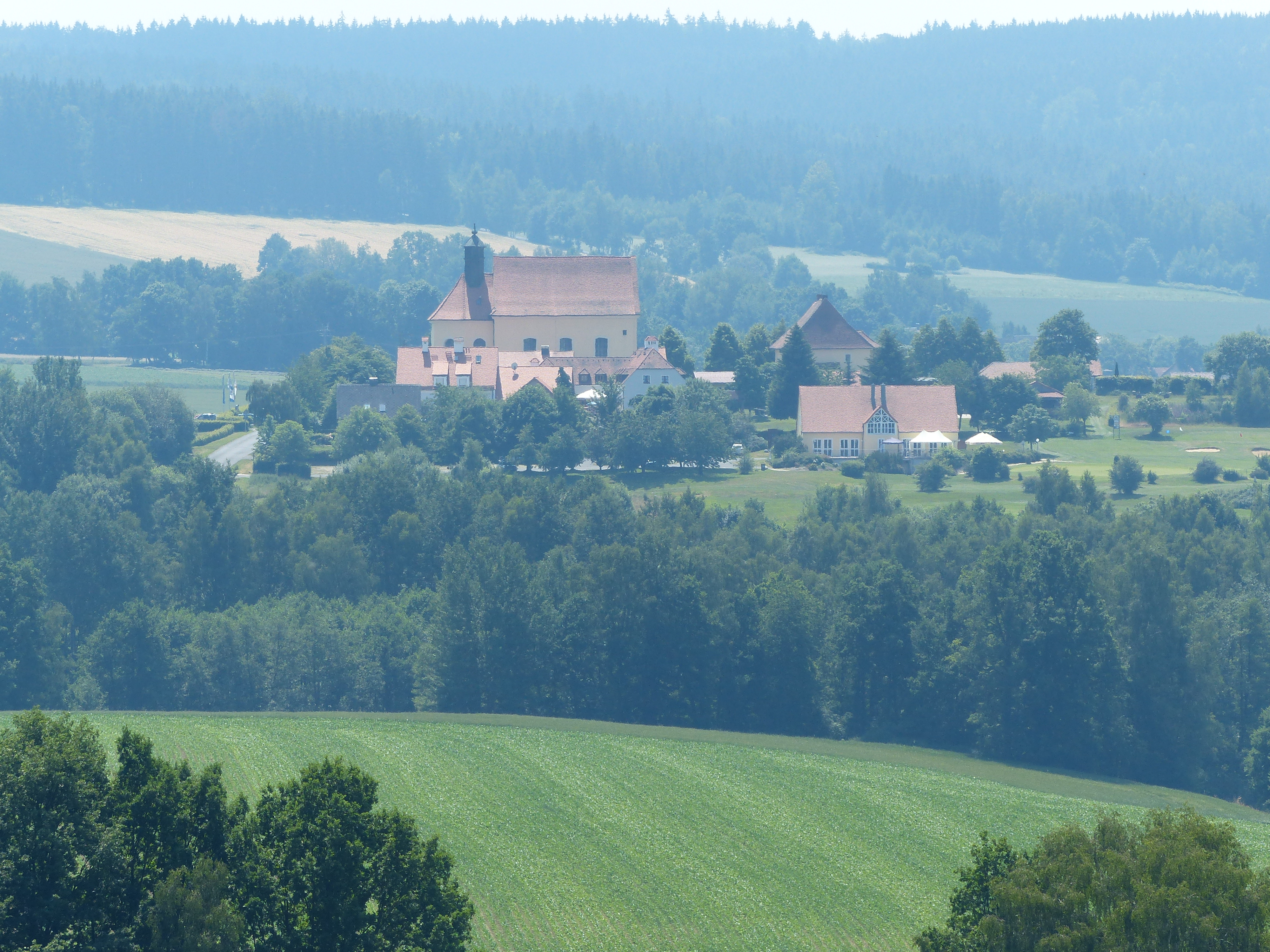
Ansicht von Norden

Die Wallfahrtskirche Sankt Sebastian, in Anlehnung an die Dreifaltigkeitskirche Kappl auch Kleine Kappl genannt, steht im Landkreis Tirschenreuth nahe dem Dorf Ottengrün, Markt Bad Neualbenreuth, auf einer Anhöhe.

## Wallfahrt
Einmal im Jahr findet dort eine Trachtenwallfahrt statt. Die Anfänge dieses Wallfahrtsortes gehen bis in das 15. Jahrhundert zurück, als der Vorgängerbau der Kleinen Kappl, eine Kapelle des Gutes Ottengrün, errichtet wurde. Da zu dieser Zeit gerade die Pest herrschte, wurde die Kapelle dem heiligen Sebastian geweiht. Bald darauf entstand die Wallfahrt zu dem als Pest- und Viehpatron verehrten Heiligen.

## Neubau
Im Jahr 1725 wurde die baufällig gewordene Kapelle abgerissen und durch einen Neubau, das jetzige Gotteshaus, ersetzt. Auftraggeber und Stifter der Kirche waren Johann Joseph Werndl von Lehenstein, der 23 Jahre Zweiter und sechs Jahre Erster Bürgermeister der Stadt Eger war, und seine Ehefrau Maria Sophia.
Einen besonderen Blickfang besitzt das Gotteshaus mit der Rokokokanzel. Außer den beiden Seitenaltären, deren Stil dem des barocken Hauptaltars ähnelt, befindet sich in der nördlichen Chorseite ein Rokokoaltar. Die Deckenfresken aus dem Jahr 1770 und das Altarbild stammen von dem Egerländer Barockmaler Elias Dollhopf.

## Geschichte
Die große Kirchenglocke aus dem Jahr 1761 hatte ein wechselvolles Schicksal. Als sie im Ersten Weltkrieg für Kriegszwecke abgegeben werden sollte, blieb ihr wegen ihres Wertes dieses Los erspart. Doch 1942 musste auch sie abgeliefert werden. Nur einem Zufall ist es zu verdanken, dass diese historische Glocke nach dem Ende des Krieges wieder unversehrt ihren Platz einnehmen konnte.